# Ruda (Fluss)
Die Ruda (deutsch Raude) ist ein rechter Nebenfluss der Oder in Oberschlesien, Polen. Sie hat eine Länge von etwa 50 Kilometern.
Der Fluss entspringt bei Żory (deutsch Sohrau) und fließt parallel zur nördlich von ihr verlaufenden Bierawka (Birawka) nach Nordwesten.
Auf ihrem weiteren Lauf berührt sie die am linken Flussufer liegende Stadt Rybnik. Unterhalb der Stadt, wo sich früher das große Dorf Chwallentzitz befand, liegt heute ein Stausee. Anschließend fließt die Raude durch ein ausgedehntes Waldgebiet, bis sie die Stadt Kuźnia Raciborska (Ratiborhammer) erreicht. Dort teilt sie sich auf ihren letzten vier Kilometern nach Osten in zwei Flussarme.
Der linke oder auch südliche ist der Kürzere. Er mündet bei dem Dorf Turze (deutsch Wellendorf) zusammen mit der Summina in die Oder. 
Der rechte und kleinere Flussarm verläuft noch etwa drei Kilometer im alten Flussbett der Oder, bis er bei dem Dorf Ruda in die Oder mündet.